# Acke Åslund
Axel (Acke) Edvin Åslund, född 27 november 1881 i Östersund, död 13 februari 1958 i Stockholm, var en svensk målare, tecknare och grafiker.

## Biografi
Efter några år vid Östersunds läroverk fortsatte han år 1900 sina studier vid Tekniska skolan i Stockholm. Han fortsatte därefter sina studier vid Konstakademien 1904, studerade sporadiskt där fram till 1911, och deltog samtidigt i Axel Tallbergs etsningsskola. Hans stora intresse för hästar förde honom till Veterinärhögskolan, där han under professor Vilhelm Sahlstedts ledning studerade hästarnas anatomi. Efter dessa studier begav han sig ut på en längre studieresa till Tyskland och Frankrike, för att slutligen vistas en längre period på Mallorca. 
Han tilldelades 1922 ett stipendium från den Kinmansonska fonden som användes till ytterligare studier kring hästar. Han medverkade regelbundet i utställningar med Sällskapet för jämtländsk konstkultur i Östersund, och i samband med sällskapets utställning 1941 visades en separat kollektion av Åslunds verk. Tillsammans med Grafiska sällskapet ställde han ut på Konstakademien 1911–1912 och på Liljevalchs konsthall 1924. Hans målning Sommarnatt i Lappland visades på världsutställningen i Paris 1900. Han medverkade även i den Baltiska utställningen 1914 och Stockholms stadsmuseums utställning 64 konstnärer. Han var flitig deltagare i samlingsutställningar arrangerade av Sveriges allmänna konstförening och Uppsalagruppen. En minnesutställning en utställning av hans konst visades på Jämtlands läns museum 1965. Hans konstnärliga kvarlåtenskap, som bestod av omkring 4 000 teckningar, donerade han till Jämtlands läns konstförening samt skolor och offentliga lokaler i länet. Han arbetade i huvudsak med svart- eller färgkrita och även med olja. 
Åslund är representerad vid Moderna museet, Jamtli, Kalmar konstmuseum och Nordiska museet.